# Карел Коржистка
Карел Коржистка (чеськ. Karel František Edvard Rytíř Kořistka, нім. Karl von Kořistka; *7 лютого 1825, Бржезова-над-Світавою, Моравія — 9 січня 1906, Прага) — чеський геодезист і географ.

## Біографія
Карел Коржистка був професором елементарної математики та практичної геометрії (геодезії) у Політехнічній школі в Празі: після її розподілу на німецьку та чеську школи 1869 року був залишений на математичному відділенні німецької школи; пізніше став начальником бюро сільськогосподарської статистики Богемії.

## Доробок
Наукові праці Коржистки стосуються вивчення поверхні: він запровадив нові методи її вимірів, сам здійснив у різних пунктах Австрії, в тому числі на території сучасної України, понад 10 000 вимірів висот, але головна заслуга його полягає у запровадженні у широкий вжиток географічних карт зі штрихами для позначення різних висот, що послідовно грубшають зі збільшенням позначуваних висот, — перший зразок такої мапи, видрукований у кольорі, Коржистка видав у 1855 році (околиці Брно).
Головні окремо видані праці Коржистки:
- Studien über die Methoden und die Benutzung hypsometrischer Arbeiten (Гота, 1858);
- Die Markgrafschait Mähren und das Herzogthum Schlesien in ihren geographischen Verhältnissen (Відень, 1860);
- Hypsometrie von Mähren und Oesterreichisch-Schlesien (Брюнн, 1864);
- Die Hohe Tatra in den Zentralkarpathen (Гота, 1864);
- Die Terrainverhältnisse des Iser- u. Riesengebirges (Гота, 1877);
- Die trigonometrisch gemessenen Höhen von Böhmen (Гота, 1884);
- Der höhere polytechnische Unterricht in Deutschland, der Schweiz, in Frankreich, Belgien und England (Гота, 1863).

## Нагороди
- Орден Залізної Корони ІІІ ступеня (1878)[1].
- Лицарський хрест ордена Леопольда (1893)[2].